# جون راسيل (سياسي أمريكي، مواليد 1827)
جون راسيل (بالإنجليزية: John Russell)‏ هو سياسي أمريكي، ولد في 22 سبتمبر 1827 في Concord Township, Champaign County, Ohio ‏ في الولايات المتحدة، وتوفي في 16 ديسمبر 1869 في يوربانا في الولايات المتحدة بسبب سكتة. نشط حزبياً في الحزب الجمهوري. وقد انتخب Ohio Secretary of State ‏ (1868 – 1869).